# Hans Savery il Vecchio
Hans Savery il Vecchio (Kortrijk, 1564 – 1622/1625) è stato un pittore olandese.

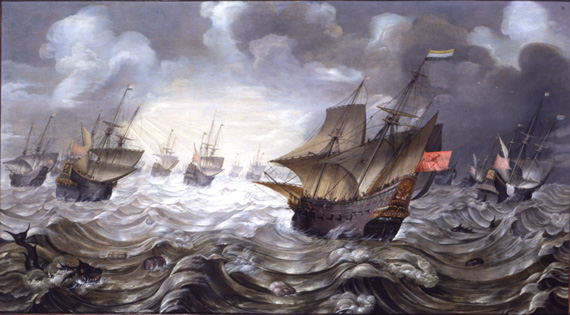
Amsterdam.

Chiamato così per distinguerlo dal nipote, che comunque è conosciuto anche con il nome Jan, era un membro della famiglia Savery. I fratelli Jacob e Roelant erano pittori come lui, nati entrambi a Kortrijk e come lui si trasferirono ad Haarlem attorno al 1585.
Si specializzò in particolare nella pittura di paesaggi marini; uno di questi, l'Amsterdam, è uno dei primi conosciuti nella storia della pittura.